# Forte da Praia Vermelha
O Forte da praia Vermelha localizava-se na praia Vermelha, onde hoje se situa a Praça General Tibúrcio, no bairro da Urca, na cidade do Rio de Janeiro, Brasil.

## História

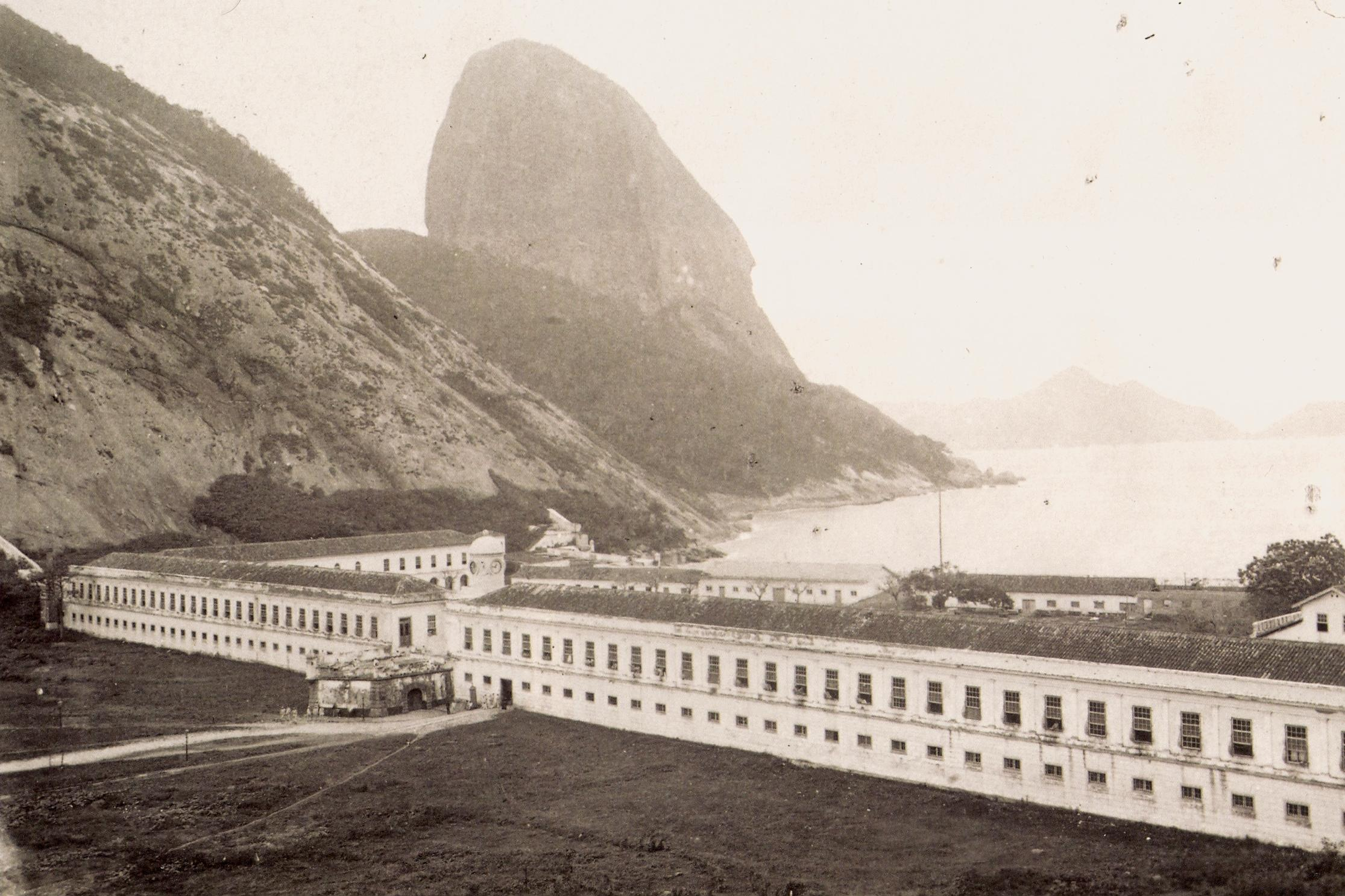
Escola Militar no Rio de Janeiro (Fotografia de Eduardo Bezerra, 1888.)

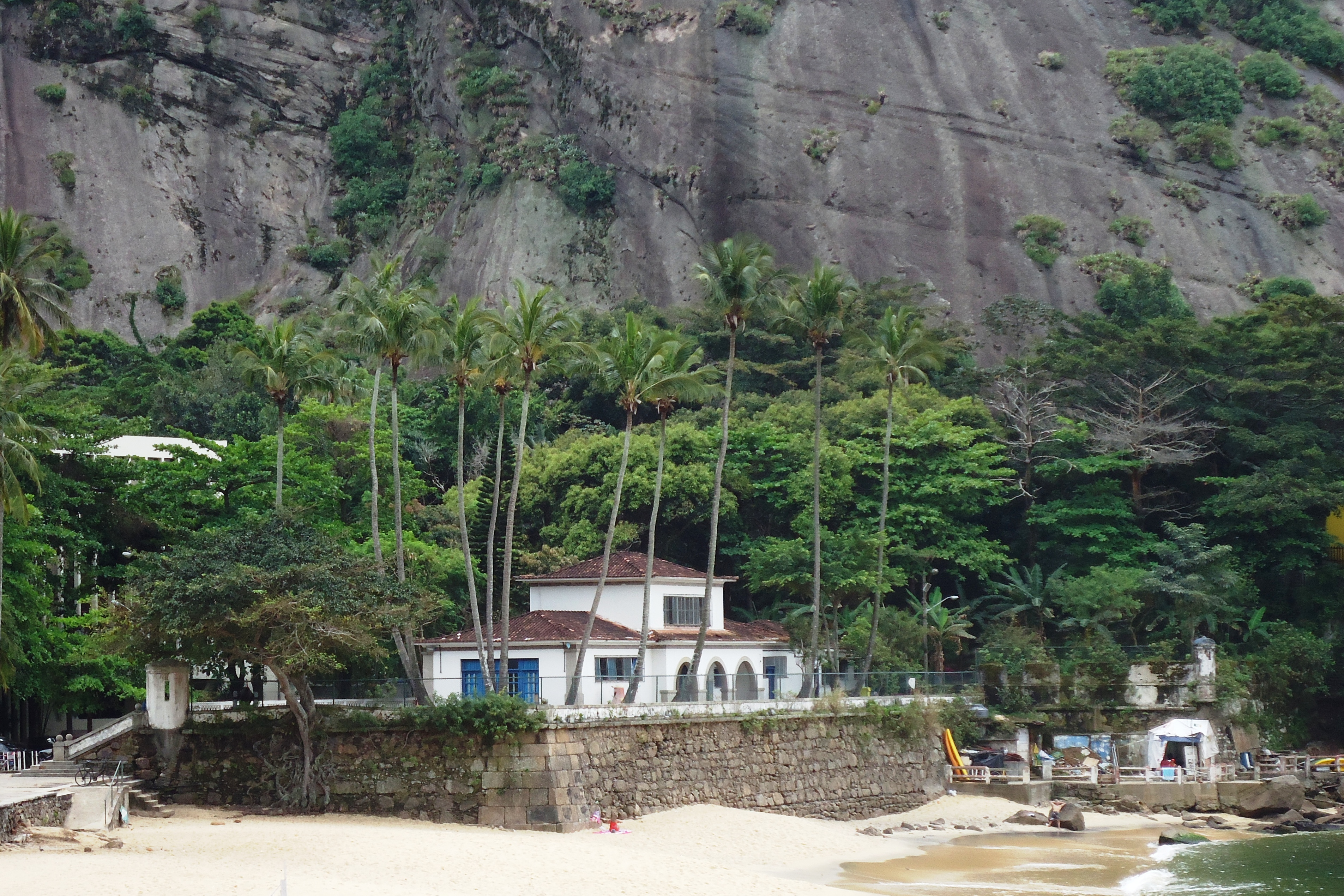
Forte da Praia Vermelha, Rio de Janeiro: antigo baluarte com guarita no vértice.

Foi erguido para a defesa da praia Vermelha anteriormente a 1701, e dele existe risco de autoria do Engenheiro Gregório Gomes. A sua posição era estratégica, uma vez que por esse trecho se podia acessar a cidade, contornando as defesas da barra. Em agosto de 1710 repeliu uma coluna de assalto do corsário francês Jean-François Duclerc (1671-1711) provinda da antiga Estrada do Desterro (atual bairro de Santa Teresa). Estava artilhado, à época da invasão de René Duguay-Trouin em 1711, com doze peças. Uma fonte francesa coeva, entretanto, indica quinze peças.
Está representado em planta de 1730.
Foi reconstruído no governo do Vice-rei D. Antônio Álvares da Cunha (1763-1767), constituindo-se num baluarte em alvenaria de pedra e cal, voltado para o mar, com dois meio bastiões levantado entre o morro do Urubu/Babilônia e o morro do Telégrafo (atual Morro da Urca). Foi ampliado no do Vice-rei D. Luís de Almeida Portugal (1769-1779), recebendo um muro simples com uma falsa braga no portão de entrada, que fechava o seu contorno pelo interior, onde foi também erguido edifício para Quartel da Tropa Encontra-se relacionado no "Mapa das Fortificações da cidade do Rio de Janeiro e suas vizinhanças", que integra as "Memórias Públicas e Econômicas da cidade de São Sebastião do Rio de Janeiro para uso do Vice-Rei Luiz de Vasconcellos, por observações curiosas dos anos de 1779 até o de 1789".
À época do Período Regencial, o Decreto de 24 de Dezembro de 1831 determinou a redução do seu armamento. Em 1838 a sua guarnição estava sob o comando do Coronel José Leite Pacheco. SOUZA (1885) relata que por muitos anos aquartelou o Depósito de Recrutas.
Em 1857, passou a abrigar a Escola Militar, quando foi significativamente melhorado o seu quartel. À época (1885) estava artilhado com vinte e quatro peças. Nessa Escola lecionou Benjamim Constant, difundindo os ideais republicanos entre a jovem oficialidade, o que conduziu à proclamação da República brasileira a 15 de Novembro de 1889.
No século XX, após a revolta da Escola Militar (no contexto da Revolta da Vacina, em 1904), a instituição foi transferida para o bairro do Realengo, sendo o prédio da Praia Vermelha utilizado como "Pavilhão das Indústrias" na Exposição Nacional Comemorativa do 1º Centenário da Abertura dos Portos do Brasil.
Entre 1910 e 1920, o mesmo edifício abrigou a Escola de Estado-Maior e posteriormente, entre 1921 e 1935, o 3º Regimento de Infantaria. Esse Regimento foi personagem da Intentona Comunista (Levante de 27 de Novembro de 1935), quando o capitão Agildo Barata e trinta membros da Aliança Nacional Libertadora sublevaram a guarnição (1.600 praças, 100 oficiais), prendendo os legalistas no Cassino dos Oficiais. Bombardeado por terra, mar e ar, o Quartel da Praia Vermelha foi severamente atingido, forçando a rendição dos amotinados. Após esse episódio, o quartel foi demolido.
Nos dias atuais, sua área e entorno estão ocupados pela Escola de Comando e Estado-Maior do Exército, pelo Instituto Militar de Engenharia e pelo Monumento aos Heróis de Laguna e Dourados.
Na década de 1980, o Exército Brasileiro abriu ao público a pista Cláudio Coutinho, para caminhadas ecológicas. Da antiga fortificação, atualmente restam apenas os baluartes nas extremidades da praia, com guaritas sobre os respectivos piões, nos vértices, recobertas por cúpulas, vigiando o mar.